# Puente Ayrton Senna

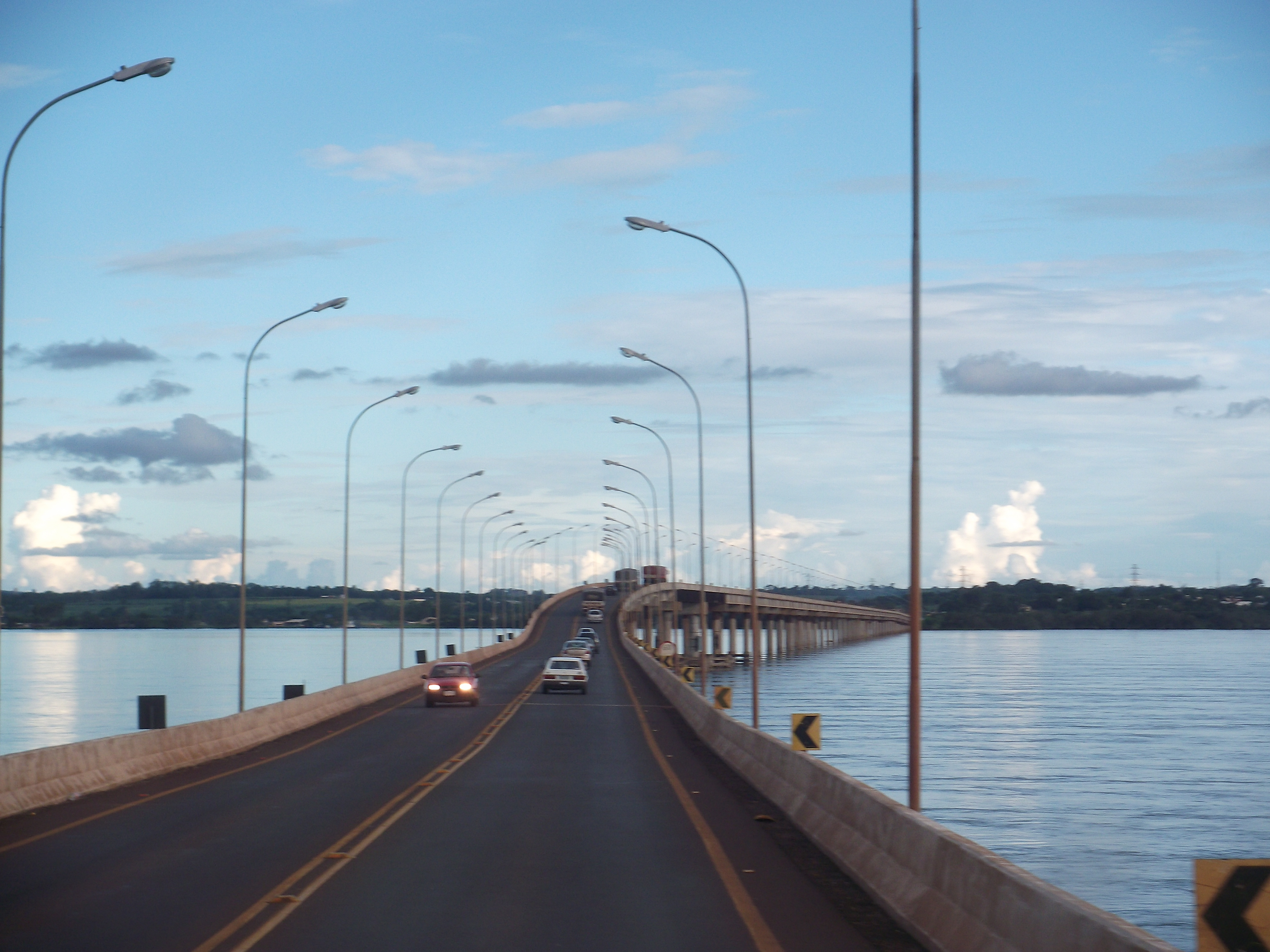
Vista del puente.

El puente Ayrton Senna  o puente de Guaíra, (Ponte Ayrton Senna) es un puente carretero sobre el río Paraná, conectando los municipios de Guaíra en el estado de Paraná con el de Mundo Novo en Mato Grosso do Sul.  Con 3.607 metros de extensión, es el mayor puente fluvial del sur de Brasil. El segmento de acceso al puente, en el lado paranaense, tiene una extensión de 946 metros de largo y en el lado matogrossense, 950  metros.
Inaugurado en  1998, posee una altura máxima de 13 metros sobre el canal de navegación y se caracteriza por tener una curva peraltada en su parte central.
Su nombre es en homenaje al exitoso y fallecido deportista brasileño, el tres veces Campeón Mundial de Fórmula 1, Ayrton Senna.